# Ōoku
Ōoku (japanisch 大奥, „Großer Innerer Bereich“) war der für Frauen und Kinder reservierte Bereich in der Burg Edo, in dem die Shōgun-Familie – die Seishitsu (正室, Hauptfrau), Sokushitsu (側室, Nebenfrauen oder Konkubinen), Kinder und Godenjochū (御殿女中, Hofdamen) – lebte. Auch bei manchen Daimyō-Höfen der Edo-Zeit nannte man den hinteren Wohntrakt (奥向, Okumuki) vereinzelt Ōoku.

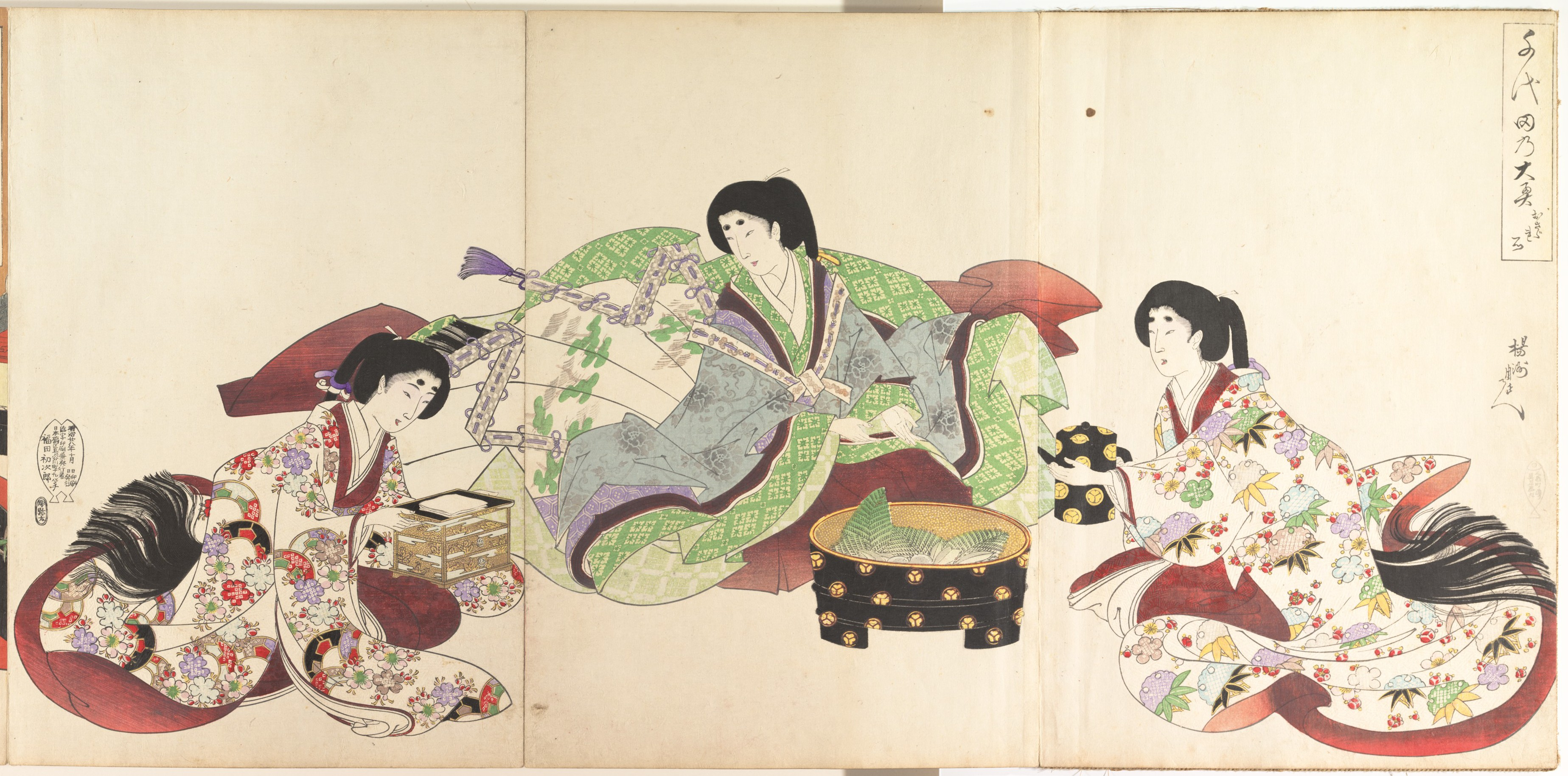
Yōshū Chikanobu, Chiyoda no Ōoku, 1895 (publiziert durch Fukuda Hatsujirō)

## Bezeichnung und Reichweite
In der Edo-Zeit unterschied man in Samurai-Residenzen zwischen dem repräsentativen Omote (表, Vorder- oder Außenbereich) und dem privaten Oku (奥, Innerer Bereich). Die Bezeichnung Ōoku entstand jedoch erst in der Zeit des 4. Shōguns Ietsuna und etablierte sich zur Zeit des 5. Shōguns Tsunayoshi. Es wird angenommen, dass die Ermordung Inaba Masayasus in der Nähe des Audienzsaals, die im Jahr 1684 stattfand, das Bedürfnis nach einer bessere Grenzziehung zwischen Omote und Oku in der Burg Edo verstärkte. Im engeren Sinne bezieht sich Ōoku nur auf den Hauptburgbereich (本丸大奥, Honmaru Ōoku), im weiteren Sinne auch auf das Ōoku im Westbereich und im Ni'nomaru (二の丸).

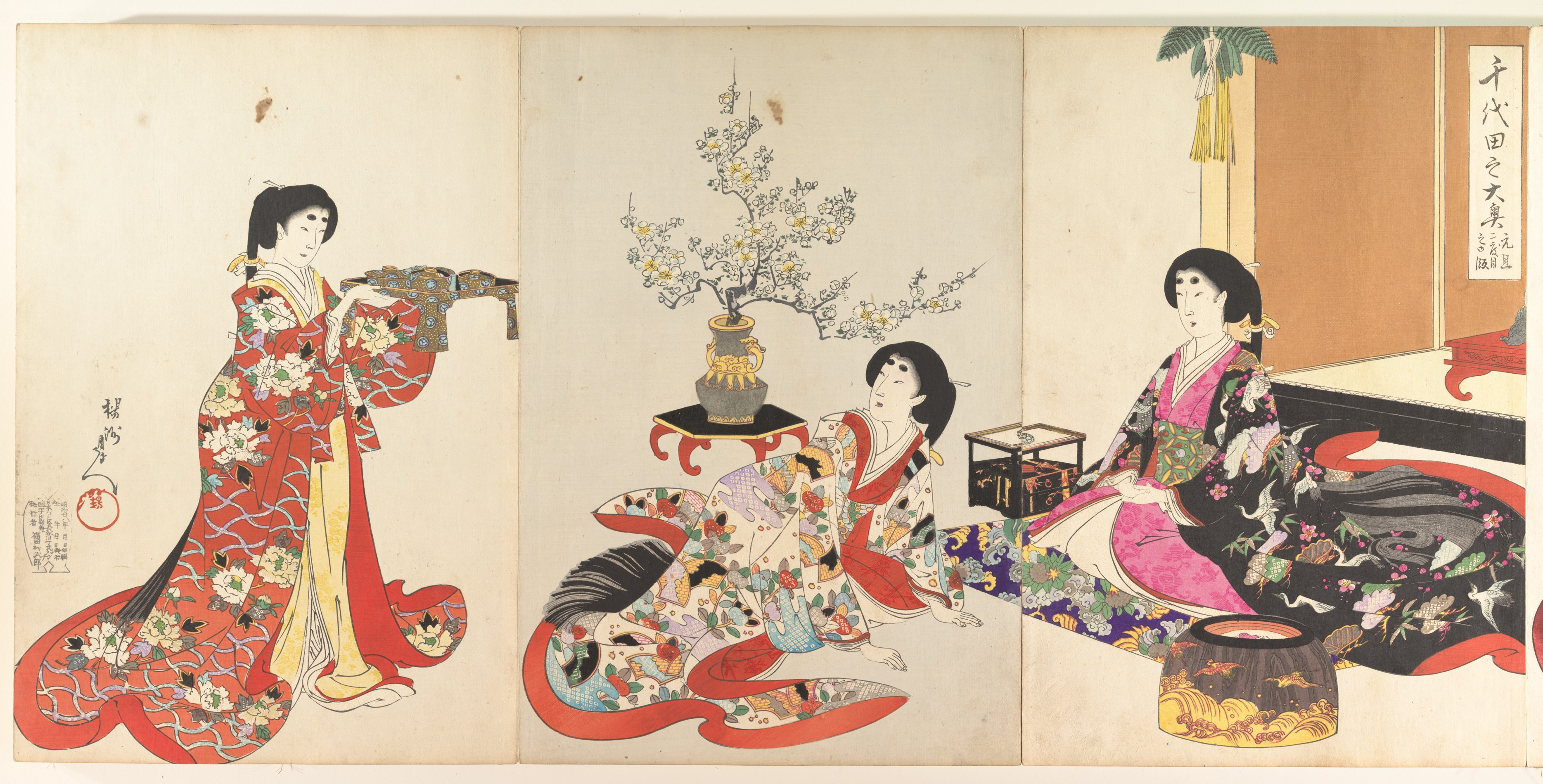
Yōshū Chikanobu, Chiyoda no Ōoku, 1895 (publiziert durch Fukuda Hatsujirō)

## Zutrittsregeln
Erwachsenen Männern war es generell verboten, das Ōoku zu betreten; nur der Shōgun, seine männlichen Nachkommen und vorpubertäre Jungen, die die Dienstmädchen besuchten, durften es betreten. Der höchste Beamte des Shogunats, der Rōjū (老中, Ältester), durfte das Ōoku nur betreten, wenn er von der offiziellen Gattin des Shōgun oder einer hochrangigen Frau des Ōoku in einer offiziellen Angelegenheit gerufen wurde. Aber auch Männer wie Ärzte, Zimmerleute und Maler durften das Ōoku bei Bedarf betreten, und im Laufe der Zeit stieg die Zahl der Männer, die im Ōoku Sicherheits-, Büro- und andere Aufgaben übernahmen, wenn auch nur in begrenztem Umfang.

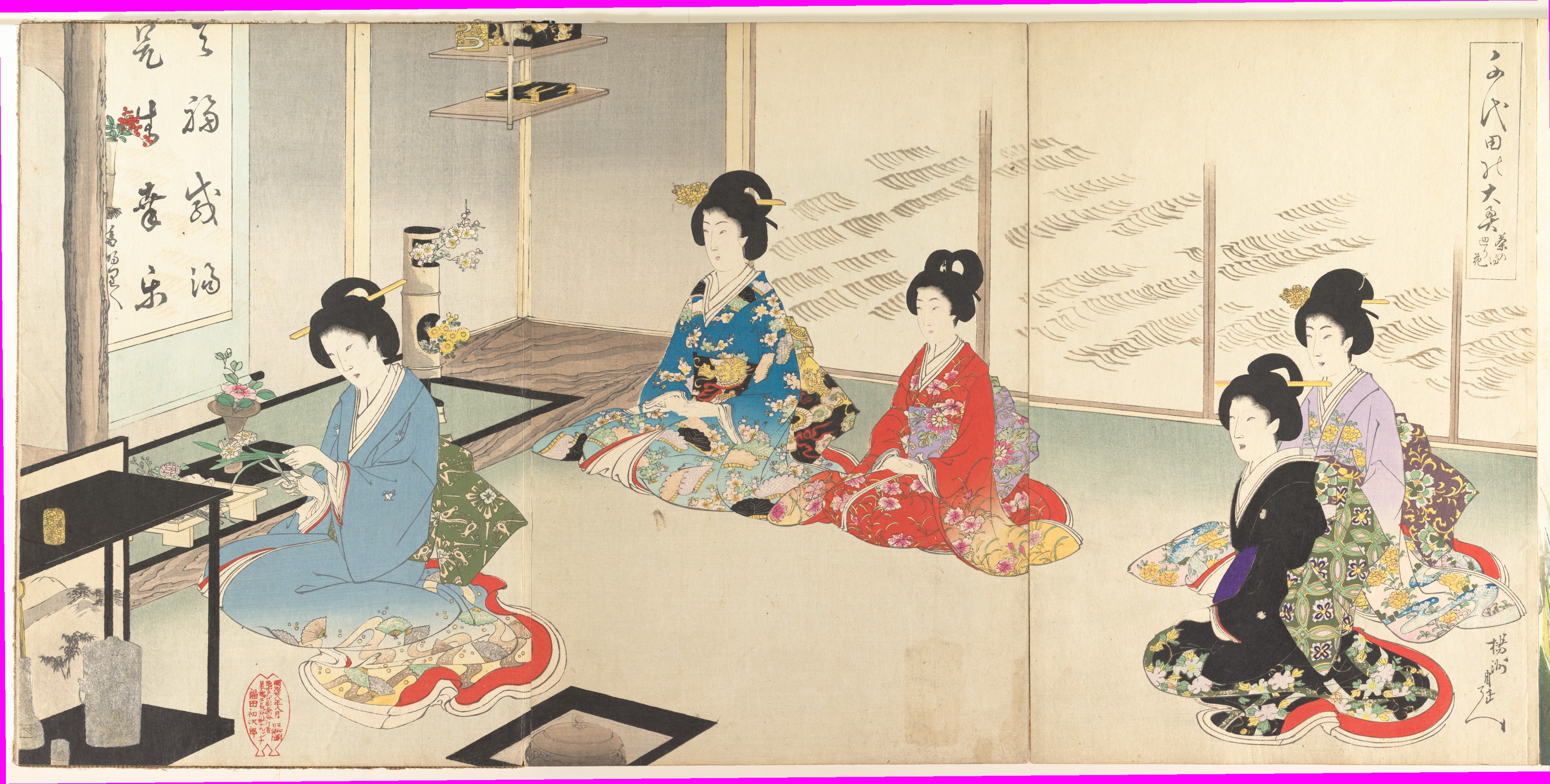
Yōshū Chikanobu, Chiyoda no Ōoku, 1895 (publiziert durch Fukuda Hatsujirō)

## Aufbau und Funktion
Die inneren Verteidigungswerke (曲輪, Kuruwa) der Burg Edo bestanden aus dem Hauptbereich (本丸, Honmaru; 二の丸, Ni'nomaru; 三の丸, San'nomaru), dem Westbereich (西丸, Nishinomaru), dem Momijiyama (紅葉山), dem Fukiage-Garten (吹上御庭) und dem Unteren Nishinomaru (西丸下). Im Honmaru wohnten der Shōgun und seine Ehefrau; im Ni'nomaru lebten die Mutter des Shōguns und ehemalige Konkubinen, die dem Shōgun einst dienten; im Nishinomaru hielten sich der designierte Erbe und dessen Ehefrau oder der Ōgosho (大御所, Vor-Shōgun) mit seiner Gemahlin auf.

## Der Status und die Position der Frauen imŌoku

### Midaidokoro (御台所, Shōgun-Hauptfrau)
Die ranghöchste Frau und zugleich Leiterin des Ōoku war die Shōgun-Hauptfrau. Seit der Zeit des dritten Shōguns Iemitsu war es üblich, sie aus einer der fünf kaiserlichen Regentenfamilien (Go-sekke: Konoe, Kujō, Ichijō, Nijō, Takatsukasa) oder einer der vier kaiserlichen Prinzenfamilien (Shin’in-ke: Arisugawa, Katsura, Fushimi, Kan’in) zu entsenden.

### Nebenfrauen
Die Nebenfrauen des Shōgun wurden aus den besonders ausgewählten Hofdamen (御中﨟, O-chūrō) bestimmt und mussten sich nach dem Wunsch des Herrschers sofort für ihn bereithalten. Lehnte die Hofdame die Einladung ab, musste sie ihr Amt niederlegen und den Ōoku verlassen. Erst mit der Geburt einer Tochter (お腹様, O-hara-sama) oder eines Sohnes (お部屋様, O-heya-sama) galt sie formell als Nebenfrau, und als Mutter eines designierten Erben erlangte sie mitunter sogar größere Macht als die Shōgun-Hauptfrau selbst. Ein prominentes Beispiel ist Keishō-in (桂昌院, 1627–1705), die Mutter des 5. Shōguns, Tsunayoshi, die in den Hofrang Ju-ichi-i (従一位) erhoben wurde und über außergewöhnliche Autorität verfügte.

### Jochū (女中, Hofdamen)
Den größten Teil der im Ōoku lebenden Frauen stellten die Hofdamen (女中, Jochū). Alle vom Bakufu besoldeten Hofdamen wurden als Ōoku-Jochū bezeichnet. In der Blütezeit wird die Zahl der Hofdamen auf 1000 bis 3000 geschätzt. Sie gliederten sich grundsätzlich in solche, die direkt dem Shōgun, und solche, die der Shōgun-Gemahlin, der Midaidokoro, zugeteilt waren; ihre Dienstbezeichnungen waren dabei nahezu identisch. Allerdings besaßen die dem Shōgun zugeteilten Hofdamen in Rang und Ansehen Vorrang. Hofdamen ohne festen Herrschaftsauftrag nannte man Tsume (詰). Die Vergütung der Hofdamen erfolgte überwiegend in Naturalien.

### Aufgaben
Die Ōoku-Frauen pflegten die shōgunale Familie, verwalteten Haushaltsbudgets (3–8 % des Bakufu-Haushalts), organisierten Höflichkeitsgeschenke, beaufsichtigten Zeremonien und die Ausbildung der Hofdamen. Das Ōoku diente auch dazu, die Herrschaft des Tokugawa-Shōgun über das Land zu sichern, indem es politische Ehen zwischen den Kindern des Shōguns und den Kindern von Daimyōs in verschiedenen Regionen arrangierte.

## Ende desŌoku
Ab Mitte des 19. Jahrhunderts griffen politische Machtkämpfe in das Ōoku hinein (siehe Mito-Rebellion 1846, Nachfolgestreit 1850er Jahre). Nach der Schlacht von Toba-Fushimi (1868) und der Öffnung der Edo-Burg endete der Betrieb des Ōoku mit der Übergabe der Kontrolle an die neue Regierung im April 1868.

## Rezeption und Kulturgeschichte
Seit der Edo-Zeit inspirierte das Ōoku zahllose Romane, Theaterstücke, Ukiyo-e und in neuester Zeit TV-Dramen und Filme. Häufig wird fälschlich eine zentrale Figur Ōoku-Sōtorishimari (大奥総取締, Oberaufseherin des Ōoku) genannt, doch gab es diesen offiziellen Posten nie; die Leitung oblag stets den ältesten Hofdamen in gemeinsamer Beratung.